# UFC Fight Night: Mousasi vs. Hall 2
UFC Fight Night: Mousasi vs. Hall 2 (também conhecido como UFC Fight Night 99) foi um evento de artes marciais mistas promovido pelo Ultimate Fighting Championship realizado em 19 de novembro de 2016, na Arena Wembley, em Belfast, Irlanda do Norte.

## Background
O evento foi o segundo que a organização hospedou na Irlanda do Norte, com o primeiro sendo o UFC 72, em junho de 2007.
Uma luta no peso-meio-médio entre os ranqueados Dong Hyun Kim e Gunnar Nelson era esperada para servir como a luta principal do evento. No entanto, em 21 de Outubro, foi anunciado que Nelson foi removido do evento devido a uma lesão, e a luta estava cancelada. Kim está previsto para atuar num evento futuro. Por sua vez, uma revanche nos médios entre o ex-Campeão Meio Pesado do Strikeforce, Gegard Mousasi, e Uriah Hall, foi anunciada como a nova luta principal. A dupla se encontrou anteriormente em setembro de 2015, no UFC Fight Night: Barnett vs. Nelson. Hall saiu com a vitória através de um TKO no segundo round, devido a um chute rodado, uma joelhada voadora e uma sequência de socos, o que foi considerada uma enorme zebra.
Uma luta no peso-leve entre Ross Pearson e James Krause foi originalmente reservada para o The Ultimate Fighter: Team Joanna vs. Team Cláudia Finale. No entanto, Krause foi retirado dela devido a razões não reveladas. A luta, mais tarde, foi remarcada para este evento, e era esperada para servir como o evento co-principal. Posteriormente, em 26 de outubro, Krause retirou-se da luta citando uma lesão nos músculos isquiotibiais. Então, ele foi substituído por Stevie Ray.
Como resultado do cancelamento do UFC Fight Night: Lamas vs. Penn, uma luta no peso-mosca entre Kyoji Horiguchi e Ali Bagautinov foi remarcada para este evento.
Este foi primeiro evento do UFC que contou com lutadores de MMA do País de Gales: o peso-galo Brett Johns, de Swansea, e o peso-médio Jack Marshman, de Abertillery . Ambos fizeram as suas estreias no card preliminar.

## Bônus da Noite
- Luta da Noite: Não houve lutas premiadas.
- Performance da Noite:  Jack Marshman,  Kevin Lee,  Justin Ledet e  Abdul Razak Alhassan